# Schizonycha aspericollis
Schizonycha aspericollis är en skalbaggsart som beskrevs av Leon Fairmaire 1892. Schizonycha aspericollis ingår i släktet Schizonycha och familjen Melolonthidae. Inga underarter finns listade i Catalogue of Life.